# Vint-i-una peces fàcils
Les Vint-i-una peces fàcils, op. 34, és una col·lecció de peces per a piano compostes per Mieczysław Weinberg entre el 4 i el 6 de juny de 1946.
Weinberg va dedicar aquest conjunt de peces a Nikolai Peiko, compositor i assistent en les classes de composició de Xostakóvitx. Segons David Fanning, estudiós de l’obra de Weinberg, el recull es va editar a la Unió Soviètica en aquella època, però sense incloure els números 16, 18, 19 i 20, per motius que encara es desconeixen. Malgrat que el títol fa referència a una suposada simplicitat, aquestes peces estan clarament adreçades a intèrprets amb un cert nivell tècnic.
Les vint-i-una miniatures tenen títols i duren entre aproximadament 20 segons i poc més de dos minuts:
- Núm. 1. Març alegre
- Núm. 2. El rossinyol
- Núm. 3. La corda de saltar
- Núm. 4. Baba-Yagà
- Núm. 5. Companys de joc
- Núm. 6. La nina malalta
- Núm. 7. Un soldat de plom
- Núm. 8. El conte de fades d'una àvia
- Núm. 9. El pastor
- Núm. 10. Fes-hi l'amagatall
- Núm. 11. El vell gelat
- Núm. 12. Vals melancòlic
- Núm. 13. El peix daurat
- Núm. 14. Lament de Petruixka
- Núm. 15. Joc de la pilota
- Núm. 16. La petita pilota
- Núm. 17. Cançó de bressol per a una nina
- Núm. 18. Cadells d'ós
- Núm. 19. Conillets
- Núm. 20. El llop gris
- Núm. 21. Bona nit